# Société Stella
Die Société de Constructions Mécaniques Stella war ein französischer Hersteller von Automobilen.

## Unternehmensgeschichte
Das Unternehmen wurde 1900 in Levallois-Perret gegründet. Im August 1900 die Produktion von Automobilen. Der Markenname lautete Stella. Im Februar 1901 endete die Produktion.

## Fahrzeuge
Das einzige Modell war mit einem Einbaumotor ausgestattet, der wahlweise von Aster oder De Dion-Bouton kam. Die Motorleistung betrug 2,5 PS. Die Kraftübertragung erfolgte über ein Planetengetriebe und Riemen. Das Gewicht des Fahrzeugs betrug nur 152 kg.